# Fatih Baydemir
Fatih Mustafa Baydemir (* 16. März 1989) ist ein deutsch-türkischer Fußballspieler.

## Karriere
Baydemir kam als Sohn türkischstämmiger Eltern in Deutschland zur Welt und lebte mit seiner Familie in Berlin. Hier erlernte er das Fußballspielen in den Nachwuchsabteilungen diverser örtlicher Vereine. In der Saison 2006/07 spielte er dann für die U-19-Mannschaft von Hertha BSC. Im Sommer 2008 wechselte er in die 2. türkische Liga zu Manisaspor. Zum Saisonende wurde er mit diesem Verein Meister der TFF 1. Lig und stieg in die Süper Lig auf. Baydemir steuerte zu diesem Erfolg neun Ligaeinsätze bei. Nach dem Aufstieg wurde er zwar im Kader behalten, absolvierte aber bis zur Winterpause kein Ligaspiel. So wurde er für die Rückrunde an den Zweitligisten Giresunspor ausgeliehen.
Zum Saisonende verließ Baydemir Manisaspor und spielte anschließend der Reihe nach für Berliner AK 07 und SpVgg Unterhaching II.
Im Sommer 2012 kehrte er in die Türkei zurück und heuerte beim Drittligisten Polatlı Bugsaşspor an. In der nächsten Winterpause wechselte er dann zu Ankaraspor. Da dieser Klub zu dieser Zeit nicht am Ligabetrieb teilnahm, spielte er bis zum Saisonende für die Reservemannschaft des Vereins. Mit dieser sogenannten A2-Mannschaft gewann er überraschend die Meisterschaft der Reservemannschaftenliga, die der A2 Ligi.
Nachdem er die Hinrunde der Saison 2013/14 bei Balçova Belediyespor verbracht hatte, wechselte er zur Rückrunde zum Zweitligisten Adanaspor. Für die Saison 2014/15 wurde er an den Drittligisten Gümüşhanespor ausgeliehen.

## Erfolge
Mit Manisaspor
- Meister der TFF 1. Lig und Aufstieg in die Süper Lig: 2008/09

Mit Ankaraspor A2 (Rerservemannschaft)
- Meister der TFF A2 Ligi: 2012/13